# 運命を悟るハマン
『運命を悟るハマン』（うんめいをさとるハマン, 蘭: Haman erkent zijn lot, 露: Аман узнает свою судьбу, 英: Haman recognizes his fate）あるいは『ダヴィデとウリヤ』（蘭: David en Uria, 英: David and Uriah）は、オランダ黄金時代の巨匠レンブラント・ファン・レインが1665年頃に制作した絵画である。油彩。主題は『旧約聖書』「エステル記」に登場するペルシア王アハシュエロス（クセルクセス1世）に仕える宰相ハマンから取られている。レンブラント最晩年の作品の1つで、ロシア皇帝エカチェリーナ2世のコレクションに含まれていたことが知られている。現在はサンクトペテルブルクのエルミタージュ美術館に所蔵されている。

## 主題
「エステル記」によるとペルシア王アハシュエロスは王妃ワシュティに代わる新たな王妃候補を探していた。そのころ首都スサにモルデカイというユダヤ人がおり、両親を失くしたエステルを引き取って育てていた。アハシュエロス王が国中の美しい乙女たちを王宮に集めたときエステルもその中におり、王は彼女を気に入って王妃としたが、エステルは自分がユダヤ人であることを王に明かさなかった。のちに宰相ハマンは、エステルの養父モルデカイが自分に対して敬礼しなかったため、怒って帝国内のユダヤ人を滅ぼすことを決定した。しかしエステルは王に呼ばれていない者が王宮の中庭に入り、王の間に行くことは死刑になると決まっていたにもかかわらず、王妃の身なりを整えて王に会いに行き、ユダヤ人であることを明かしてユダヤ人を救うべく取りなした。エステルの行動によってハマンの計画は頓挫し、モルデカイのために用意した死刑を執行するための柱にかけられ、10人の息子たちともども殺された。

## 作品
レンブラントは物語の最後に権力の座から失墜したハマンを描いている。ハマンは画面中央の最前景に7分丈の半身像として描かれている。アハシュエロス王から死刑を宣告されたハマンの顔は血の気が引き、自らの胸に右手を押し当て、陰鬱な表情でうつむいている。宝石が輝く大きなターバンは彼の権力と富を象徴しているが、今はハマンに重くのしかかっている。ハマンの背後の左右の画面端にはさらに2人の人物が描かれている。画面右端の人物もまたターバンを被り、その上に王冠を戴いている。いずれの人物も物思いにふけっているが、その中でも画面中央のハマンは心理洞察と美的表現の点において、レンブラントが描いた人物像の中で最も印象的なものの1つである。ハマンの身振りはシンプルだが、深く劇的な感情を伝えており、血の気の引いた表情はハマンの深刻な内面を吐露している。自由な筆致は晩年のレンブラントの特徴を示しており、無駄な細部を省略する反面、ハマンの内面を描写することに力を注いでいる。署名は画面右下隅に描き込まれている。
主題は古くからハマンを描いた作品と考えられてきた。リチャード・ヒューストンが1772年に制作した本作品の銅版画は『ハマンの宣告』（Haman's Condemnation）と題されている。1773年のエルミタージュ美術館の目録草稿も主題を「失墜したハマン」としている。しかし各人物はいずれも絵画世界の物語を明確に指し示すような行動やアトリビュートを欠き、3人の人物はポーズや身振りで関連づけられていない。それゆえ、主題や人物の特定について20世紀を通じて活発に議論され、様々な解釈が生まれることになった。その最も有力なものはイスラエル王ダヴィデの結婚と関連して語られるヒッタイト人ウリヤとするものである。

### 帰属
帰属については若干の異論がある。1989年に美術史家ウォルター・リートケはレンブラントへの帰属を拒否し、おそらく画家の弟子サミュエル・ファン・ホーホストラーテンへの帰属を示唆した。制作年代についてもレンブラントの作品と見なす研究者が一般的に1665年頃としているのに対して、リートケは絵画技法から1640年代後半を示唆した。

### 解釈

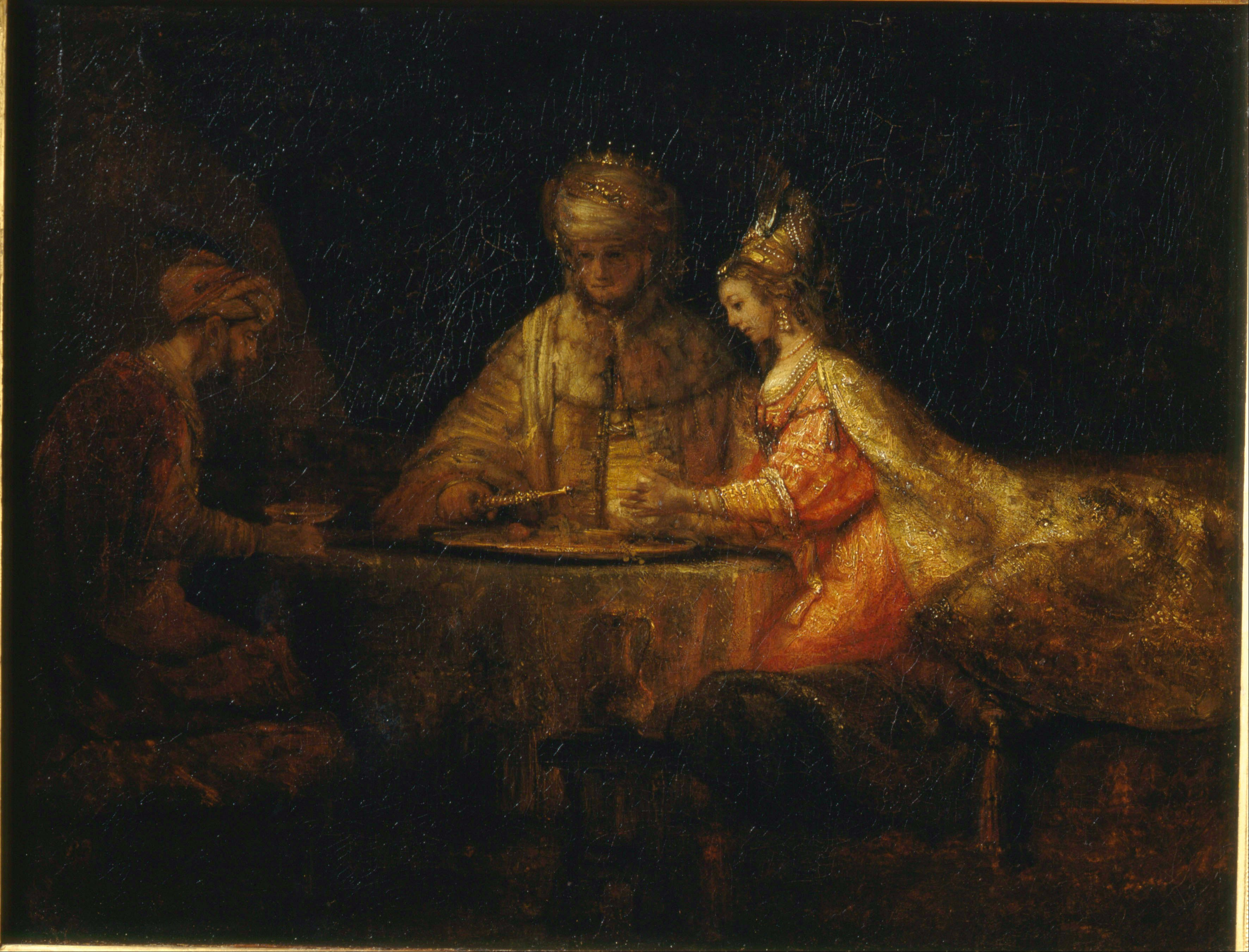
レンブラントの1660年の絵画『エステルの饗宴におけるアハシュエロス王とハマン』。プーシキン美術館所蔵。

画面中央の人物をバテシバの夫で、ダヴィデ王に仕えるヒッタイト出身の兵士ウリヤであると考えたのは、美術史家ヴィルヘルム・ヴァレンティナーとイリーナ・リニクである。ダヴィデ王はウリヤを戦地に送り込むと、軍司令官ヨアブに手紙で命じて前線に立たせ、死なせたのちにバテシバと結婚したと伝えられている。この解釈によると画面左端の老人は預言者ヨナタンであり、画面右端の人物はダヴィデ王であると考えられている。
マドリン・カール（Madlyn Kahr）とクリスティアン・テュンペルは、ハマンが権力の座から失墜した場面を描いたものではなく、アハシュエロス王がハマンに対してエステルの養父モルデカイに名誉を与えるよう命じた場面を描いたと考えた。この解釈によると画面左端の老人はモルデカイであり、画面右端の人物はアハシュエロス王であるという。しかし『旧約聖書』の記述ではそのときモルデカイはいなかったため、アンリ・ヴァン・デ・ヴァールは彼らの説を疑問視している。一方、ゲイリー・シュワルツは、17世紀のオランダの劇作家たちによってハマンの失墜を含むエステルの物語が頻繁に取り上げたことを指摘し、レンブラントが演劇作品から着想を得たのではないかと考えた。実際に、当時レンブラントとの関連性を指摘できるエステルの演劇があった。1659年6月に劇作家ヨアネス・セルウーテルスの演劇『エステル、またはユダヤ人の解放』（Hester, oft verlossing der Jooden）がアムステルダムで上演されたが、セルウーテルスはこの演劇をレオノーラ・ハイトコーペル（Leonore Huydecoper）という女性に捧げている。彼女は裕福な織物商人であり美術収集家のヤン・ヤコブソン・ヒンローペンの妻で、夫のヒンローペンはレンブラントに絵画を注文したことがあり、またレンブラントのエステルを主題とする絵画『エステルの饗宴におけるアハシュエロス王とハマン』（Ahasveros en Haman aan het feestmaal van Esther）を所有していた。そこでシュワルツは、本作品をアハシュエロス王、ハマン、王に仕える宦官の1人ハルボナーの3人が登場するセルウーテルスの演劇の第3幕の一場面を描いたものではないかと考えた。しかしセルウーテルスの演劇では、ハマンはアハシュエロス王がユダヤ人に名誉を与えよと命じた場面でむしろ勝利を意識しており、苦悩していることが明白な本作品の描写とは一致しない。このように、レンブラントの描いた場面がどこであるかについては、いまだ広い合意には至っていない。

## 来歴
絵画の制作経緯や初期の来歴は不明である。18世紀に絵画はロンドンのジョン・ブラックウッド（John Blackwood）の個人コレクションにあり、1769年にロシア皇帝エカテリーナ2世によって購入された。

## ギャラリー

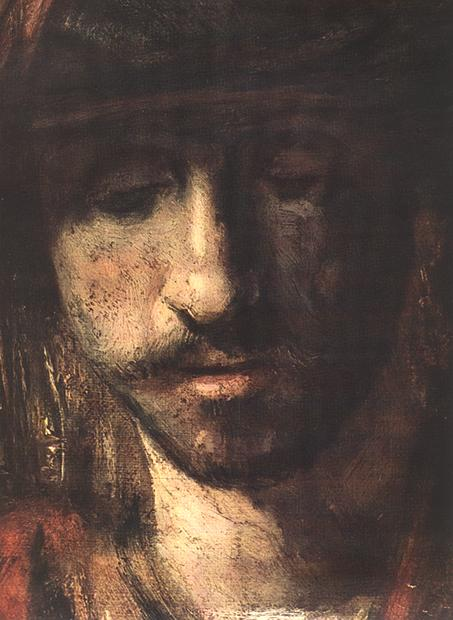
宰相ハマン
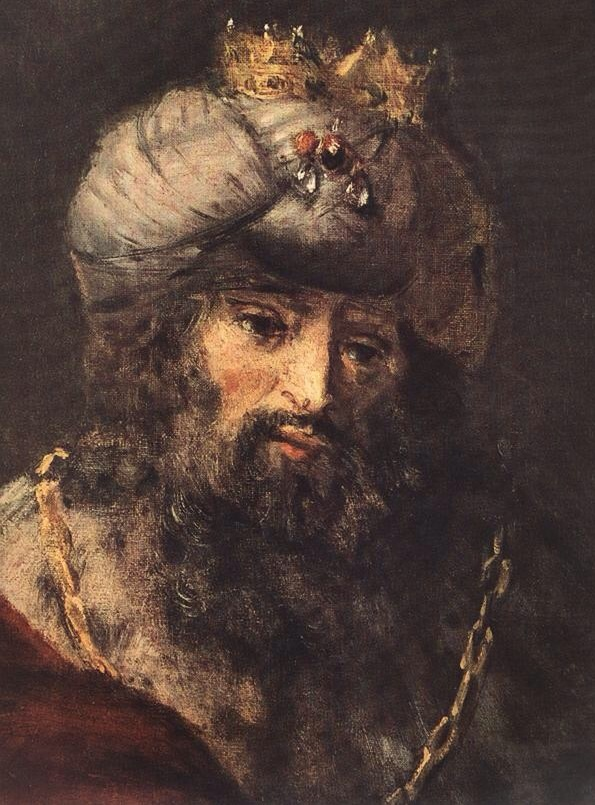
アハシュエロス王
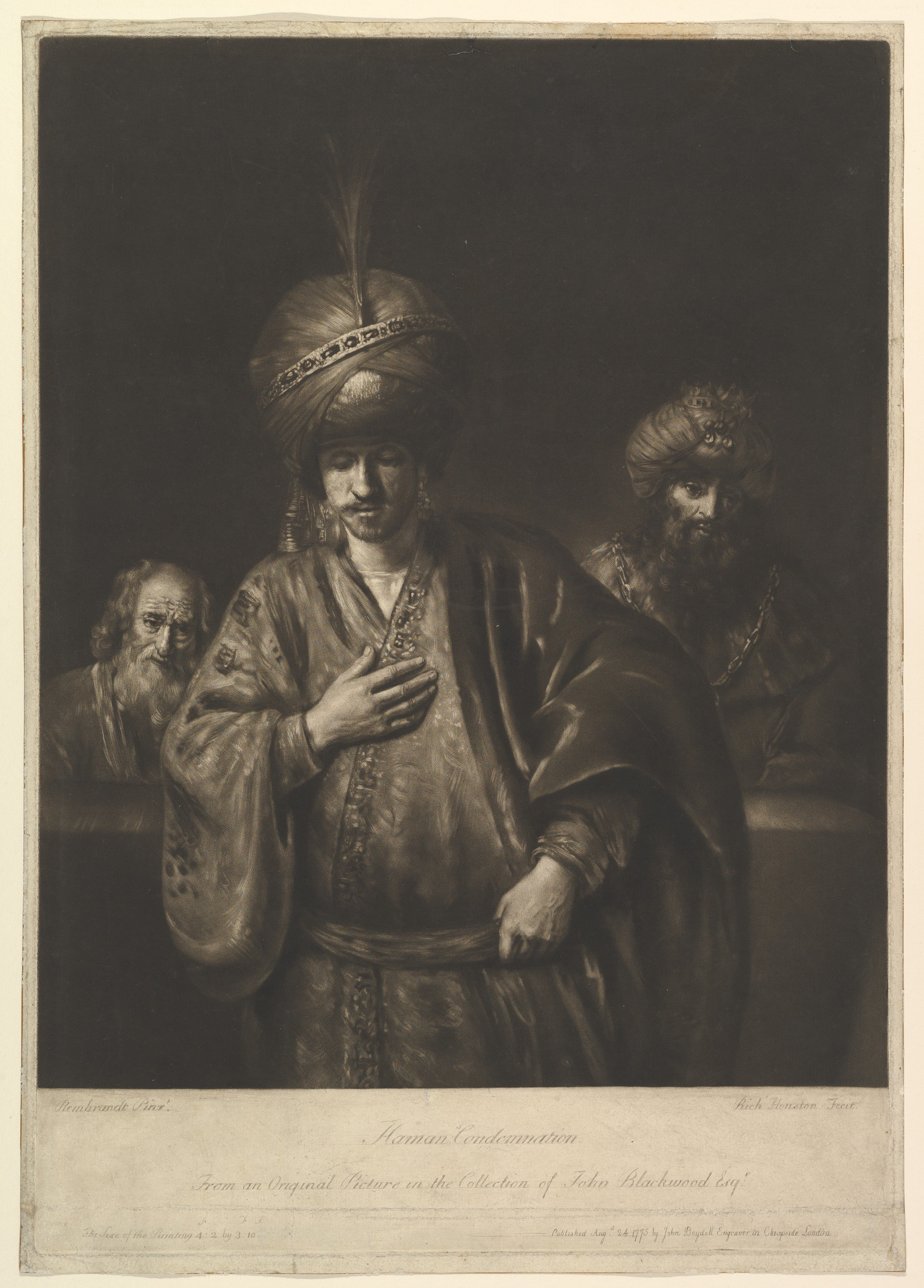
リチャード・ヒューストンの銅版画『ハマンの宣告』1772年